# فلاد غويان
فلاد غويان (بالرومانية: Vlad Goian)‏ هو مدرب كرة قدم ولاعب كرة قدم مولدوفي في مركز الدفاع، ولد في 14 نوفمبر 1970 في كيشيناو في مولدوفا. لعب مع نادي تيراسبول.

## وصلات خارجية
- فلاد غويان على موقع قاعدة بيانات كرة القدم.إي يو (الإنجليزية)